# الپنا (ویرجینیای غربی)
الپنا، غرب ویرجینیا (به انگلیسی: Alpena, West Virginia) یک منطقهٔ مسکونی در ایالات متحده آمریکا است که در ویرجینیای غربی واقع شده‌است.

## خصوصیات
الپنا ۸۲۸٫۱۵ متر بالاتر از سطح دریا واقع شده‌است.